# Gordan Zadravec
Gordan Zadravec (Zagabria, 18 giugno 1969) è un ex cestista croato.

## Carriera
Con la Croazia ha disputato i Campionati europei del 1999.

## Palmarès
- Campionato slovacco: 1

Pezinok: 1998-99
- Coppa di Slovacchia: 1

Pezinok: 1999
- Coppa di Slovenia: 1

Union Olimpija: 2000
- Coppa di Croazia: 1

K.K. Zagabria: 2008
- Coppa di Bosnia ed Erzegovina: 2

Široki: 2002, 2003